# 17. Oscar-gála
Az 17. Oscar-gálát, a Filmakadémia díjátadóját 1945. március 15-én tartották meg. Az ABC Rádió országos sugárzású élő adásban közvetítette az egész ünnepséget. Ingrid Bergman most biztosan nyerte el a női főszereplői díjat, a George Cukor által rendezett Gázláng c. filmért. Az Oscar történetében először és utoljára két jelölést kapott színész ugyanazon szerepért ugyanabban a filmben: Barry Fitzgerald főszereplőként és mellékszereplőként is A magam útját járom-ban, végül a másodikért meg is kapta a díjat.

## Kategóriák és jelöltek
Nyertesek félkövérrel jelölve

### Legjobb film
- A magam útját járom (Going My Way) – Paramount – Leo McCarey
  - Gázláng (Gaslight) – Metro-Goldwyn-Mayer – Arthur Hornblow, Jr.
  - Gyilkos vagyok (Double Indemnity) – Paramount – Joseph Sistrom
  - Mióta távol vagy (Since You Went Away) – Selznick, United Artists – David O. Selznick
  - Wilson – 20th Century-Fox – Darryl F. Zanuck

### Legjobb színész
- Bing Crosby – A magam útját járom (Going My Way)
  - Charles Boyer      – Gázláng (Gaslight)
  - Barry Fitzgerald   – A magam útját járom (Going My Way)
  - Cary Grant         – None but the Lonely Heart
  - Alexander Knox     – Wilson

### Legjobb színésznő
- Ingrid Bergman – Gázláng (Gaslight)
  - Claudette Colbert    – Mióta távol vagy (Since You Went Away)
  - Bette Davis        – Mr. Skeffington
  - Greer Garson     – Mrs. Parkington
  - Barbara Stanwyck      – Gyilkos vagyok (Double Indemnity)

### Legjobb férfi mellékszereplő
- Barry Fitzgerald – A magam útját járom (Going My Way)
  - Hume Cronyn – A hetedik kereszt (The Seventh Cross)
  - Claude Rains – Mr. Skeffington
  - Clifton Webb – Valakit megöltek (Laura)
  - Monty Woolley – Mióta távol vagy (Since You Went Away)

### Legjobb női mellékszereplő
- Ethel Barrymore – None but the Lonely Heart
  - Jennifer Jones – Mióta távol vagy (Since You Went Away)
  - Angela Lansbury – Gázláng (Gaslight)
  - Aline MacMahon – Dragon Seed
  - Agnes Moorehead – Mrs. Parkington

### Legjobb rendező
- Leo McCarey – A magam útját járom (Going My Way)
  - Alfred Hitchcock – Mentőcsónak (Lifeboat)
  - Henry King – Wilson
  - Otto Preminger – Valakit megöltek (Laura)
  - Billy Wilder – Gyilkos vagyok (Double Indemnity)

### Legjobb eredeti történet
- A magam útját járom (Going My Way) – Leo McCarey
  - A Guy Named Joe – David Boehm, Chandler Sprague
  - Mentőcsónak (Lifeboat) – John Steinbeck
  - None Shall Escape – Alfred Neumann, Joseph Than
  - Öten voltak (The Sullivans) – Edward Doherty, Jules Schermer

### Legjobb eredeti forgatókönyv
- Wilson – Lamar Trotti
  - Hail the Conquering Hero – Preston Surges
  - Csoda a Morgan-pataknál (The Miracle of Morgan's Creek) – Preston Surges
  - Csókos tengerész (Two Girls and a Sailor) – Richard Connell, Glays Lehman
  - Wing and a Prayer – Jerome Cady

### Legjobb adaptált forgatókönyv
- A magam útját járom (Going My Way) – Frank Butler, Frank Cavett forgatókönyve Leo McCarey elbeszélése alapján
  - Gyilkos vagyok (Double Indemnity) – Billy Wilder, Raymond Chandler forgatókönyve James M. Cain: Double Indemnity in Three of a Kind című regénye alapján
  - Gázláng (Gaslight) – John Van Druten, Walter Reisch, John L. Balderston forgatókönyve Patrick Hamilton: Angel Street című színműve alapján
  - Valakit megöltek (Laura) – Jay Dratler, Samuel Hoffenstein, Betty Reinhardt forgatókönyve Vera Caspary regénye alapján
  - Találkozunk St. Louisban/Találkozz velem St. Louisban![2] (Meet Me in St. Louis) – Irving Brecher, Fred F. Finklehoffe forgatókönyve Sally Benson regénye alapján

### Legjobb operatőr
- Joseph LaShelle - Valakit megöltek (Laura) (ff)
  - Gyilkos vagyok (Double Indemnity) – John F. Seitz
  - Dragon Seed – Sidney Wagner
  - Gázláng (Gaslight) – Joseph Ruttenberg
  - A magam útját járom (Going My Way) – Lionel Lindon
  - Mentőcsónak (Lifeboat) – Glen MacWilliams
  - Mióta távol vagy (Since You Went Away) – Stanley Cortez és Lee Garmes
  - 30 másodperc Tokió fölött (Thirty Seconds Over Tokyo) – Robert L. Surtees és Harold Rosson
  - A hívatlan (The Uninvited) – Charles Lang
  - Dover fehér sziklái (The White Cliffs of Dover) – George J. Folsey
- Leon Shamroy -  Wilson (színes)
  - Címlaplány/Szépek szépe[3] (Cover Girl) –  Rudolph Maté és Allen M. Davey
  - Home in Indiana – Edward Cronjager
  - Kismet – Charles Rosher
  - Lady in the Dark – Ray Rennahan
  - Találkozunk St. Louis-ban/Találkozz velem St. Louisban! (Meet Me in St. Louis) – George J. Folsey

### Látványtervezés
Fekete-fehér filmek
- Cedric Gibbons, William Ferrari, Paul Huldschinsky, Edwin B. Willis – Gázláng (Gaslight)
  - Lionel Banks, Walter Holscher, Joseph Kish – Address Unknown
  - John Hughes, Fred M. MacLean – The Adventures of Mark Twain
  - Perry Ferguson, Julia Heron – Casanova Brown
  - Lyle Wheeler, Leland Fuller, Thomas Little – Valakit megöltek (Laura)
  - Hans Dreier, Robert Usher, Samuel M. Comer – No Time for Love
  - Mark-Lee Kirk, Victor A. Gangelin – Mióta távol vagy (Since You Went Away)
  - Albert S. D'Agostino, Carroll Clark, Darrell Silvera, Claude Carpenter – Step Lively

Színes filmek
- Wiard Ihnen, Thomas Little – Wilson
  - John B. Goodman, Alexander Golitzen, Russell A. Gausman, Ira S. Webb – The Climax
  - Lionel Banks, Cary Odell, Fay Babcock – Címlaplány/Szépek szépe (Cover Girl)
  - Charles Novi, Jack McConaghy – The Desert Song
  - Cedric Gibbons, Daniel B. Cathcart, Edwin B. Willis, Richard Pefferle – Kismet
  - Hans Dreier, Raoul Pene du Bois, Ray Moyer – Lady in the Dark
  - Ernst Fegte, Howard Bristol – A hercegnő és a kalóz (The Princess and the Pirate)

### Legjobb vágás
- Wilson – Barbara McLean
  - A magam útját járom (Going My Way) – Leroy Stone
  - Janie – Owen Marks
  - None but the Lonely Heart – Roland Gross
  - Mióta távol vagy (Since You Went Away) – Hal C. Kern, James E. Newcom

### Legjobb vizuális effektus
- 30 másodperc Tokió fölött (Thirty Seconds Over Tokyo) – A. Arnold Gillespie, Donald Jahraus és Warren Newcombe
  - The Adventures of Mark Twain – Paul Detlefson és John Crouse
  - A dicsőség napjai (Days of Glory) – Vernon L. Walker
  - Secret Command – David Allen, Ray Cory és Robert Wright
  - Mióta távol vagy (Since You Went Away) – Jack Cosgrove
  - The Story of Dr. Wassell – Farciot Edouart és Gordon Jennings
  - Wilson – Fred Sersen

### Legjobb eredeti filmzene

#### Filmzene drámai filmben vagy vígjátékban
- Mióta távol vagy (Since You Went Away) – Max Steiner
  - Address Unknown – Morris Stoloff és Ernst Toch
  - The Adventures of Mark Twain – Max Steiner
  - Szent Lajos király hídja (The Bridge of San Luis Rey) – Dimitri Tiomkin
  - Casanova Brown – Arthur Lange
  - Christmas Holiday – H. J. Salter
  - Gyilkos vagyok (Double Indemnity) – Rózsa Miklós
  - The Fighting Seabees – Walter Scharf és Roy Webb
  - The Hairy Ape – Edward Paul és Michel Michelet
  - Holnap történt (It Happened Tomorrow) – Robert Stolz
  - Jack London – Frederic Efrem Rich
  - Kismet – Herbert Stothart
  - None but the Lonely Heart – Hanns Eisler és C. Bakaleinikoff
  - A hercegnő és a kalóz (The Princess and the Pirate) – David Rose
  - Summer Storm – Karl Hajos
  - Three Russian Girls – W. Franke Harling
  - Up in Mabel’s Room – Edward Paul
  - Voice in the Wind – Michel Michelet
  - Wilson – Alfred Newman
  - The Woman of the Town – Rózsa Miklós

#### Filmzene musicalfimben
- Címlaplány/Szépek szépe (Cover Girl) – Morris Stoloff és Carmen Dragon
  - Brazil – Walter Scharf
  - Higher and Higher – C. Bakaleinikoff
  - Hollywood Canteen – Ray Heindorf
  - Irish Eyes Are Smiling – Alfred Newman
  - Knickerbocker Holiday – Werner R. Heymann és Kurt Weill
  - Lady in the Dark – Robert Emmett Dolan
  - Lady, Let’s Dance – Edward Kay
  - Találkozunk St. Louisban/Találkozz velem St. Louisban! (Meet Me in St. Louis) – Georgie Stoll
  - The Merry Monahans – H. J. Salter
  - Minstrel Man – Ferde Grofé és Leo Erdody
  - Sensations of 1945 – Mahlon Merrick
  - Song of the Open Road – Charles Previn
  - Anyámasszony katonája (Up in Arms) – Ray Heindorf és Louis Forbes

## Statisztika

### Egynél több jelöléssel bíró filmek
- 10 : A magam útját járom (Going My Way), Wilson
- 9 : Mióta távol vagy (Since You Went Away)
- 7 : Gyilkos vagyok (Double Indemnity), Gázláng (Gaslight)
- 5 : Cover Girl, Valakit megöltek (Laura)
- 4 : Kismet, Találkozunk St. Louis-ban (Meet Me in St. Louis), None But the Lonely Heart
- 3 : The Adventures of Mark Twain, Brazil, Casanova Brown, Lady in the Dark, Mentőcsónak (Lifeboat)
- 2 : Address Unknown, Dragon Seed, Higher and Higher, Hollywood Canteen, Holnap történt (It Happened Tomorrow), Lady, Let's Dance,, Minstrel Man, Mr. Skeffington, Mrs. Parkington, A hercegnő és a kalóz (The Princess and the Pirate), Song of the Open Road, 30 másodperc Tokió fölött (Thirty Seconds Over Tokyo), Anyámasszony katonája (Up in Arms), Voice in the Wind

### Egynél több díjjal bíró filmek
- 7 : A magam útját járom (Going my Way)
- 5 : Wilson
- 2 : Gázláng (Gaslight)